# Clacquesin (boisson)
Pour les articles homonymes, voir Clacquesin.
Le Clacquesin est une liqueur élaborée vers 1860 par Paul Clacquesin, industriel, propriétaire d'une entreprise de distillerie fondée en 1775 rue du Dragon à Paris, et produite dans ses usines de Malakoff. Le Clacquesin, très populaire au début du XXe siècle, est décrit comme une  liqueur de goudron ou goudron hygiénique, en référence à l'un de ses principaux constituants, le goudron de pin de Norvège.

## Histoire
Paul Clacquesin, pharmacien herboriste, reprend la fabrique de liqueurs de son beau-père autour de 1860, et y élabore la liqueur le Clacquesin.
Le Clacquesin, médaillé à l'Exposition universelle de 1900 à Paris, connaît à cette occasion un succès croissant. À partir de 1903, la production, assurée jusque-là rue du Dragon, est transportée dans une usine située à Malakoff. Cet apéritif est très apprécié pendant les années 1920 et 1930 (5 millions de litres par an). La femme de Paul Clacquesin, Pauline, engage une publicité intensive pour promouvoir le produit, qui est aussi qualifié de « goudron hygiénique ». Des artistes d'envergure internationale tels que Fernandel, Joséphine Baker ou Maurice Chevalier en vantent les vertus. Sa distribution est interdite par les Allemands dès le début de l'occupation. La production s'arrête en 1942 (année de décès de Pauline) et peine à repartir ensuite.
Antonin Magne, vainqueur du Tour de France en 1931 et 1934, vantait les mérites du Clacquesin pour justifier sa réussite sportive,.
L'usine de Malakoff cesse la fabrication en 1995 (mais poursuit l'embouteillage deux mois par an) et le bâtiment est classé monument historique en 2002.
Le Clacquesin est ensuite élaboré à Provins en 2007, d'où sortent 50 000 bouteilles chaque année, distribuées surtout par des cavistes.
La société est gérée par Yves Bataille, l'arrière-petit-fils de Paul Clacquesin,.

## Fabrication

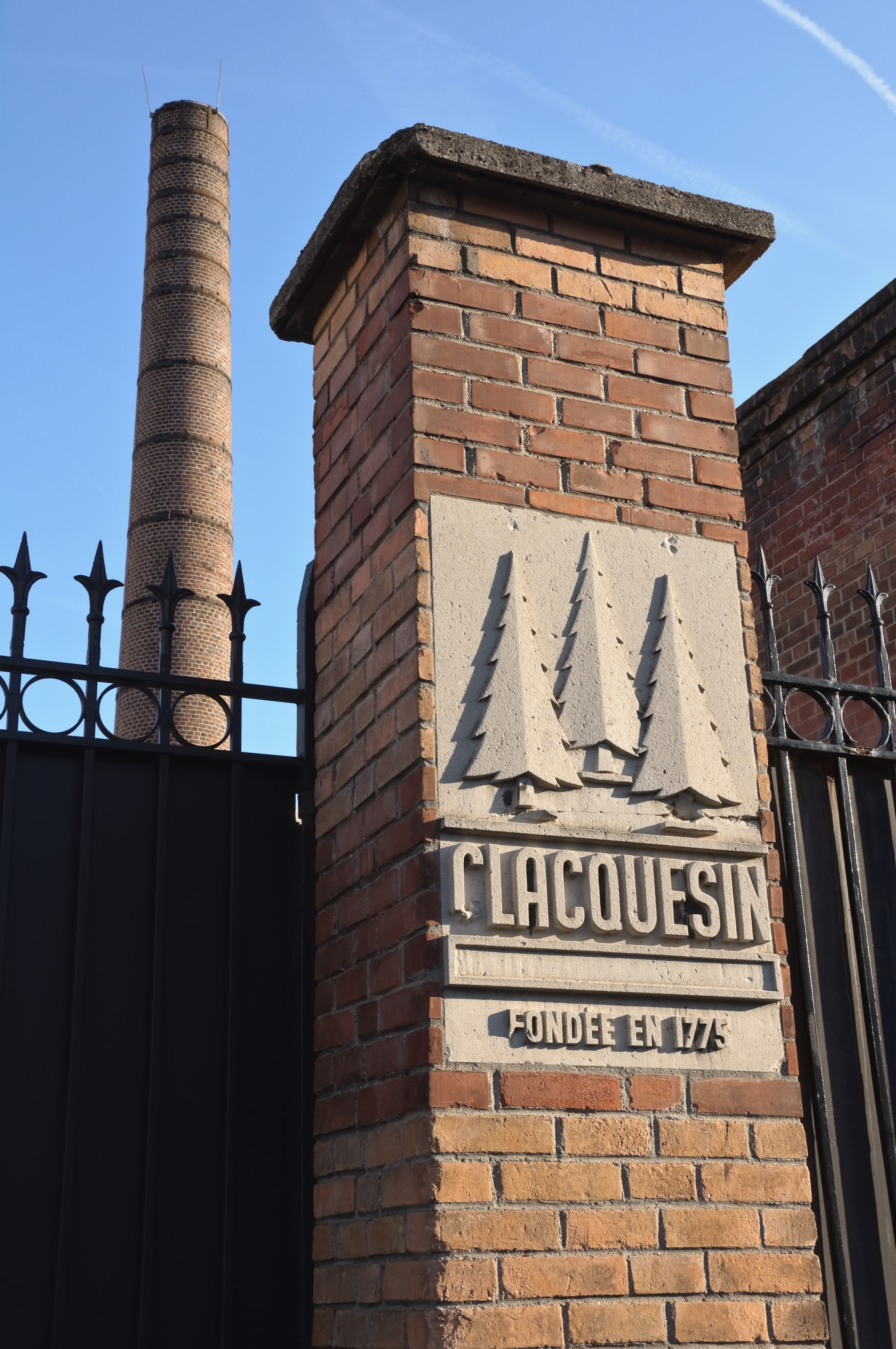
L'ancienne distillerie dite « usine Clacquesin » à Malakoff (Hauts-de-Seine)

Le Clacquesin est élaboré à partir d'une infusion de résine de pins de Norvège dans l'alcool, avec adjonction de sucre caramélisé et d'épices, dont cannelle et clous de girofle. La boisson titre 18°, contre 28° à l'origine.